# The Great Rock ’n’ Roll Swindle (film)
The Great Rock ’n’ Roll Swindle – brytyjski film z 1980 roku, muzyczny mockument o brytyjskim zespole punkrockowym Sex Pistols wyreżyserowany przez Juliena Temple.

## Film
The Great Rock ’n’ Roll Swindle przedstawia fikcyjną i wystylizowaną opowieść ówczesnego menedżera zespołu – Malcolma McLarena – grającego postać „Malwersanta”, o wzlocie i upadku grupy Sex Pistols. McLaren przedstawia własną historię stworzenia Sex Pistols, manipulacji ich karierą muzyczną dla własnych celów (nazywanych przez niego „chaosem”) oraz zabiegania o pieniądze pochodzące z kontraktów podpisanych przez zespół z różnymi wytwórniami płytowymi – EMI, A&M, Virgin i Warner Bros.
Materiał filmowy nakręcono w pierwszej połowie 1978 roku, pomiędzy odejściem z zespołu wokalisty Johna Lydona a ostatecznym rozpadem Sex Pistols. Film został ukończony prawie dwa lata później, a Lydon (wymieniony w napisach końcowych jako „współpracownik”) i wcześniejszy basista, Glen Matlock, pojawiają się tylko materiałach archiwalnych. Lydon odżegnywał się zresztą od jakichkolwiek związków z powstaniem The Great Rock ’n’ Roll Swindle.
Kolejny film o grupie Sex Pistols, dokument muzyczno-filmowy Sex Pistols: Wściekłość i brud (2000) również wyreżyserowany przez Juliena Temple, opowiada historię zespołu z perspektywy muzyków dezawuując nalegania McLarena, że był siłą napędową i twórczą Sex Pistols.

## Ścieżka dźwiękowa
Ścieżka dźwiękowa do filmu została wydana na albumie pod tym samym tytułem. Pomimo wydania płyty pod szyldem Sex Pistols, zawiera ona liczne utwory w wykonaniu innych muzyków. 